# 590 Madison Avenue
590 Madison Avenue (eerder IBM Building) is een wolkenkrabber in Midtown Manhattan in New York. Het kantoorgebouw heeft een hoogte van 184 meter en telt 41 verdiepingen.
590 Madison Avenue heeft het grondplan van een rechthoekige driehoek met de rechte hoek richting het oosten, waarbij de scherpe hoeken zijn afgeplat. Op de begane grond van het gebouw is echter ook de scherpe hoek afgeplat, waardoor zich als het ware een gat in het gebouw bevindt. Het kantoorgebouw is gemaakt van staal en bedekt met gepolijste zwarte stenen en grijsgroene ramen. 590 Madison Avenue is ontworpen door Edward Larrabee Barnes, maar het atrium is ontworpen door landschapsarchitect Robert Zion.
Het gebouw bestaat uit een atrium, waarboven zich de kantoren bevinden. Ook beschikt 590 Madison Avenue over een eigen parkeergarage met 78 parkeerplaatsen, die verhuurd worden. Het gebouw beschikt over 24 liften, waarvan 18 voor kantoormedewerkers.

## Ligging
590 Madison Avenue is gelegen in Midtown Manhattan aan Madison Avenue tussen East 57th Street en East 56th Street. Er bevinden zich vier metrostations in de directe omgeving van de toren. Dat zijn: het drie blokken noordelijker en het één blok westelijker gelegen 5th Avenue aan lijnen N, Q en R, het één blok westelijker gelegen 57th Street aan lijn F, het drie blokken zuidelijker gelegen 5th Avenue/53rd Street aan lijnen E en M en het drie blokken oostelijker en drie blokken noordelijker gelegen Lexington Avenue/59th Street aan de lijnen 4, 5, 6, 6d, N, Q en R. 590 Madison Avenue grenst aan twee gebouwen, namelijk in het noordwesten aan een vestiging van Niketown en in het westen aan de 58 verdiepingen tellende Trump Tower. Aan de andere kant van East 57th Street bevinden zich van west naar oost een vestiging van Miu Miu, een vestiging van Chanel, een vesting van Dior en een vestiging van Fendi. Aan de andere kant van Madison Avenue bevindt zich 575 Madison Avenue en aan de andere kant van East 56th Street bevindt zich de 37 verdiepingen tellende Sony Tower. Andere opvallende gebouwen in de directe omgeving van 590 Madison Avenue zijn het 50 verdiepingen tellende General Motors Building en het 49 verdiepingen tellende Solow Building.

## Geschiedenis
In 1973 werd toestemming gegeven voor de uitvoering van het ontwerp. De oppervlakte van het gebouw was eigenlijk groter dan de maximum toegestane oppervlakte, maar door het voor iedereen toegankelijke atrium, werd de bouw ervan toch goedgekeurd. Op 4 oktober 1983 werd het gebouw onder de naam IBM Building geopend. Het IBM Building was ontworpen door architect Edward Larrabee Barnes, maar het atrium werd ontworpen door landschapsarchitect Robert Zion. De ontwikkelaar van het project was "The International Business Machines Corporation". De totale bouwkosten bedroegen ongeveer $10 miljoen.
Het gebouw was in bezit van het bedrijf IBM tot Minskoff het in 1994 voor $202 miljoen kocht. Minskoff liet één jaar na de koop in 1995 architect Robert A. M. Stern het atrium het atrium licht wijzigen. Oorspronkelijk was de bedoeling in het atrium belangrijke beeldhouwwerken tentoon te stellen en om die zichtbaar te maken het aantal bamboeperken van elf tot vijf in te perken. Ook zouden de planten worden verwijderd, er meer bankjes in plaats van stoelen komen, een aantal tafels worden verwijderd en de bar zou van de zuidwestelijke naar de noordoostelijke hoek worden verplaatst. De planten in het atrium verschilden per seizoen en includeerden rododendrons, lelies en tulpen. Om de plannen door de City Planning Commission te krijgen moesten er echter wel enkele aanpassingen worden gedaan; zo bleven er toch acht bamboeperken behouden, werd niet het aantal bankjes maar het aantal stoelen vergroot en werden de tafels behouden.

## Indeling

### Atrium

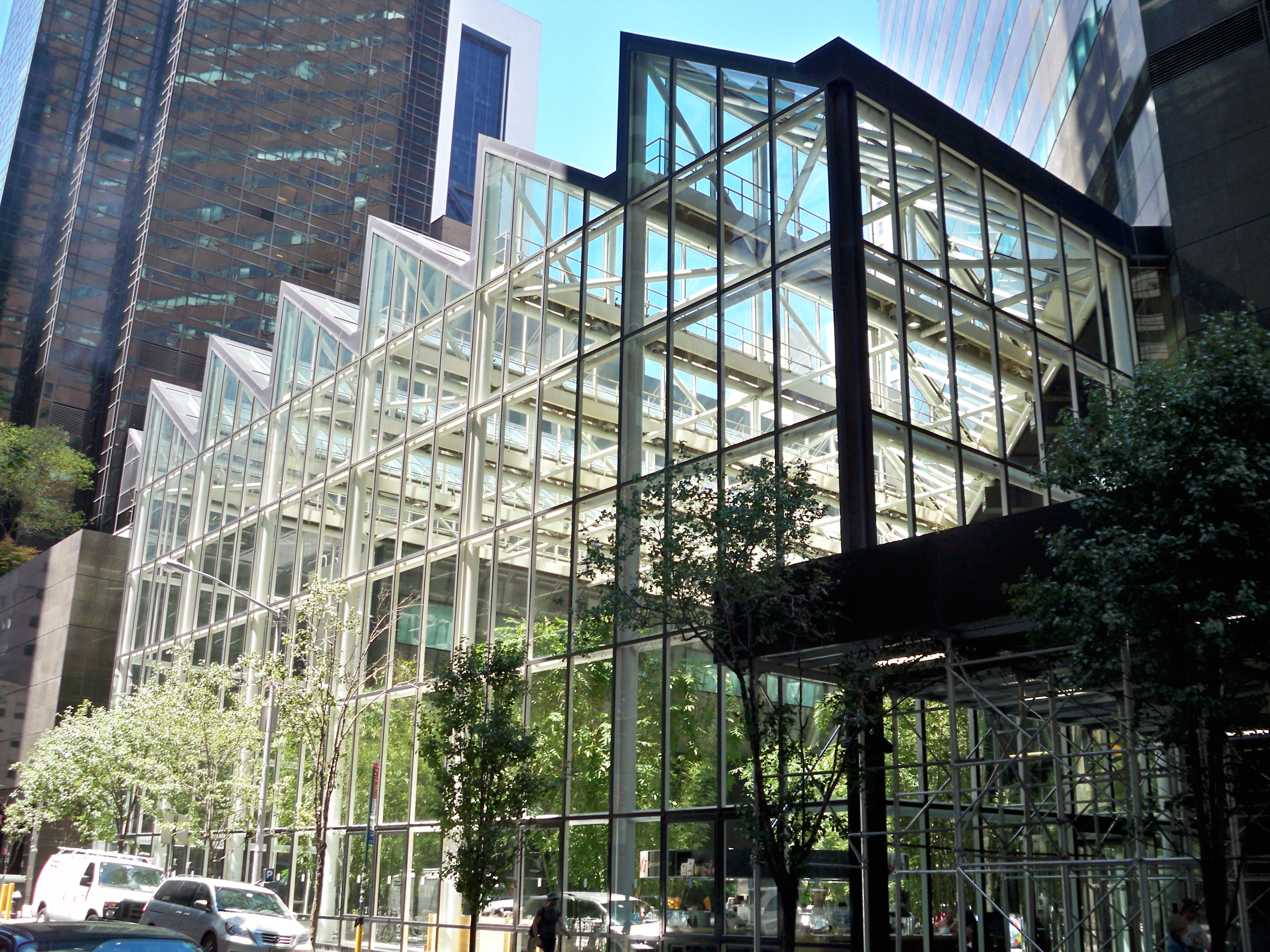
Het exterieur van het atrium in 2010

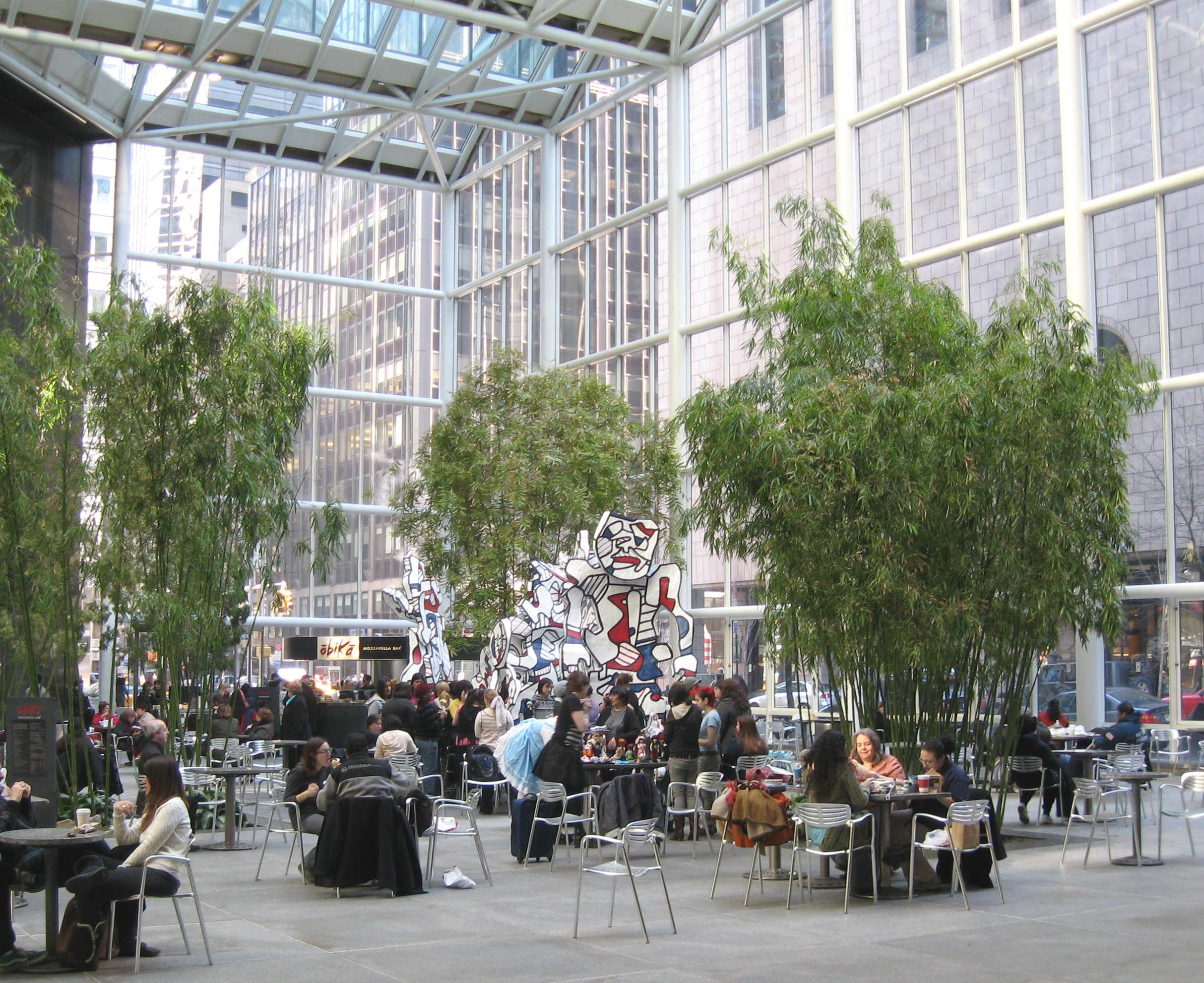
Het interieur van het atrium in 2009

Het 20 meter hoge atrium beslaat een groot deel van de eerste verdieping van 590 Madison Avenue en is een zogenaamde Privately Owned Public Space. Het atrium bestaat uit glas dat rust op witte buizen en de vloer is van hetzelfde materiaal als de stoep voor het gebouw, graniet. In het atrium bevinden zich veel planten en bomen, waaronder acht bamboeperken met bamboe, maar er bevinden zich ook belangrijke sculpturen. Het huidige atrium stamt uit 1995. Het atrium is te betreden door een van de drie ingangen en via het atrium van de naastgelegen Trump Tower, waarmee het verbonden is. De andere ingangen zijn de ingang op de hoek van East 56th Street en Madison Avenue, de ingang aan East 57th Street en de ingang aan East 56th Street. Voor de ingang op de hoek van East 56th Street en Madison Avenue bevindt zich het granieten sculptuur Levitated Mass. Dat sculptuur is door Michael Heizer gemaakt en werd in 1982 geplaatst. Levitated Mass bevindt zich in een bassin, omringd door roestvrij staal, en weegt zo'n elf ton.
In het atrium bevindt zich een vestiging van Obikà Mozzerella Bar.

### Museum
Voordat het gebouw werd gekocht door Minskoff bevond zich in het gebouw de 1000 m² grote "IBM Gallery of Science and Art", die zijn deuren eind 1993 of begin 1994 sloot. Het museum was in 1983 opgericht en had geen vast collectie; alle kunststukken werden geleend voor haar tentoonstellingen. De IBM Gallery of Science and Art werd jaarlijks bezocht door tussen de 500.000 en de 750.000 bezoekers en haar belangrijkste tentoonstelling was "Seeing the Light" in 1986, die door 290.000 mensen werd bezocht. In september 2003 werd het Dahesh Museum of Art, een kunstmuseum, verplaatst naar het gebouw. De openingstentoonstelling was French Artists in Rome: Ingres to Degas, 1803-1873. Naast tentoonstelling had het museum ook een vaste collectie. In september 2007 verliet het Dahesh Museum of Art 590 Madison Avenue.

### Winkels
Op de begane grond bevinden zich naast het atrium aan de straat twee winkels in het gebouw, namelijk een in 2008 geopende showroom van veilinghuis Bonhams in het zuidoosten en een vestiging Tourneau, een winkel voor dure horloges, in het noordoosten. Tourneau is gevestigd in een deel van de voormalige "IBM Gallery of Science and Art".

### Kantoren
Veruit het grootste deel van 590 Madison Avenue wordt beslagen door kantoren. In totaal is er zo'n 95.000 m² beschikbaar aan kantoorruimte en per verdieping ongeveer 2300 m². De kantoren zijn onder andere te betreden via een ingang op de hoek van East 57th Street en Madison Avenue. Voor de ingang bevindt zich het sculptuur Saurian, dat door Alexander Calder is gemaakt en tevens dient als logo van 590 Madison Avenue.

#### Enkele bekende huurders
- Het belangrijkste kantoor van Cemex in de Verenigde Staten bevindt zich op de 41e verdieping.[10]
- Morgan Stanley heeft een vestiging op de 11e verdieping.[11]
- UBS is gevestigd op de 23e en de 26e verdieping.[12]